# Xiuladora rovellada
La xiuladora rovellada (Pachycephala hyperythra) és un ocell de la família dels paquicefàlids (Pachycephalidae).

## Hàbitat i distribució
Habita els boscos a les terres baixes de Nova Guinea, a les penínsules de Doberai i Huon, muntanyes Wandammen i Weyland, i districtes sud-orientals.